# Toivo Kuula

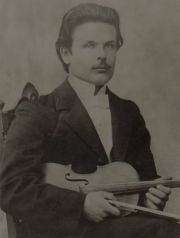
Toivo Kuula

Toivo Kuula (* 7. Juli 1883 in Alavus, Vaasa; † 18. Mai 1918 in Viipuri) war ein finnischer Komponist.
Er studierte zunächst Musiktheorie und Violine in Helsinki, später Komposition, unter anderem bei Jean Sibelius, auf dessen Empfehlung hin er weitere Stationen in Bologna, Leipzig und Paris machte. Seine Werke sind stark von Jean Sibelius und Gabriel Fauré beeinflusst. Man kann in einigen seiner Stücke eine Verschmelzung des finnischen mit dem französischen Impressionismus hören. Sein Œuvre ist groß und reicht von Werken für Klavier über Kammermusik zu großbesetzten Chorwerken (zum Beispiel "Stabat mater").
Kuula, dessen Nachname das finnische Wort für Kugel ist, wurde in der Walpurgisnacht 1918 von einem Jägeroffizier im Streit tödlich verwundet. Er erlag seiner Verletzung 18 Tage später in einem Spital in Viipuri.